# Nationaal park Cheile Nerei-Beușnița
Het Nationaal park Cheile Nerei-Beușnița (Roemeens: Parcul Național Cheile Nerei-Beușnița) een nationaal park in het zuidwesten van Roemenië (district Caraș-Severin). Het omvat het zuiden van het Aninagebergte (Munții Aninei), dat deel uitmaakt van het Banater Gebergte.
De kern van het park staat onder strikte bescherming. Hier liggen een door de Nera gevormd kloofdal en het dal van de Beu, een zijrivier van de Nera, waar zich de Beușnița-watervallen bevinden. Sinds 2017 maken de beukenbossen van het park deel uit van Unesco-Werelderfgoed Oude en voorhistorische beukenbossen van de Karpaten en andere regio's van Europa.
In het noorden sluit het park aan op het Nationaal park Semenic-Cheile Carașului.
Het bestuur van het park bevindt zich in Oravița.